# Эмотт, Майкл
Майкл Эмотт (швед. Michael Amott) — шведский гитарист, автор текстов песен. С самого основания участвует в группах Arch Enemy и Spiritual Beggars; также известен как член групп Carnage и Carcass. Наибольшее влияние на него оказали Михаэль Шенкер и Дэйв Мастейн.
На фестивале Hellfest 2018 года выступил с Megadeth в качестве приглашённого гитариста, исполнив композицию «Symphony of Destruction». 

## Группы
- Disaccord (гитара, 1983—1984 и 1986—1988)
- Carnage (гитара, 1988—1990) — с момента основания
- Carcass (гитара, 1990—1993, 2008—2012)
- Spiritual Beggars (гитара, 1994—) — с момента основания
- Arch Enemy (гитара, бэк-вокал, 1996—) — с момента основания

## Дискография

### Carnage
- 1990 — Dark Recollections

### Carcass
- 1991 — Necroticism – Descanting the Insalubrious
- 1992 — Tools of the Trade (EP)
- 1993 — Heartwork

### Spiritual Beggars
- 1994 — Spiritual Beggars
- 1996 — Another Way to Shine
- 1998 — Mantra III
- 2000 — Ad Astra
- 2002 — On Fire
- 2005 — Live Fire! (DVD)
- 2005 — Demons
- 2010 — Return to Zero

### Arch Enemy
- 1996 — Black Earth
- 1998 — Stigmata
- 1999 — Burning Bridges
- 2000 — Burning Japan Live 1999
- 2001 — Wages of Sin
- 2002 — Burning Angel (EP JAPAN only)
- 2003 — Anthems of Rebellion
- 2003 — Dead Eyes See No Future (EP)
- 2005 — Doomsday Machine
- 2006 — Live Apocalypse (2-дисковый DVD)
- 2007 — Rise of the Tyrant
- 2008 — Tyrants of the Rising Sun - Live in Japan (1 — DVD, 2 — CD, 2 — винил)
- 2009 — The Root of All Evil
- 2011 — Khaos Legions
- 2014 — War Eternal
- 2017 — Will to Power
- 2022 — Deceivers

### Прочее
- Candlemass — Dactylis Glomerata (1998), гость, соло- и ритм-гитара
- The Haunted — One Kill Wonder (2003), гость, соло-гитара совместно с Anders Björler в песне «Bloodletting»
- Kreator — Enemy of God (2005), соло в песне «Murder Fantasies»
- Annihilator — Metal (2007), гость, ведущая гитара совместно с Джеффом Уотерсом в песне «Operation Annihilation»
- Megadeth — «Symphony of Destruction», выступил на Hellfest 2018 года в качестве приглашённого гитариста

## Личная жизнь
Майкл Эмотт — вегетарианец. Майкл и Кристофер Эмотты наполовину британцы: их отец из Великобритании, а мать из Швеции.